# Siri Worm
Siri Worm (Doetinchem, 20 aprile 1992) è una calciatrice olandese, difensore del PSV.

## Carriera

### Club

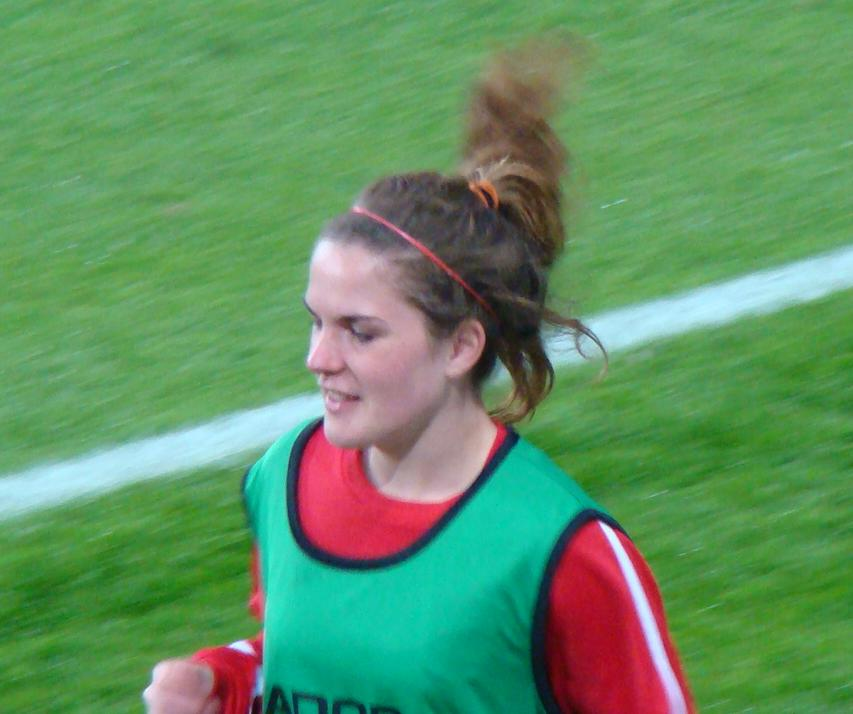
Worm nel 2010 al

Nata a Doetinchem, nei Paesi Bassi, nel 1992, inizia a giocare a calcio a 7 anni, con il DZC '68, squadra della sua città, dove rimane fino ai 15 anni, quando passa nelle giovanili del Twente, nelle quali rimane una sola stagione prima di venire promossa in prima squadra. Con la squadra di Enschede disputa 9 stagioni, ottenendo oltre 130 presenze e vincendo 2 Eredivisie (2011 e 2016), 2 BeNe League, campionato disputato per tre stagioni da squadre olandesi e belghe, nel 2013 e 2014 e una Coppa d'Olanda nel 2015. Con le biancorosse gioca anche in Women's Champions League, esordendovi il 28 settembre 2011, schierata titolare nella sconfitta interna per 0-2 contro le russe del Rossijanka e raggiungendo 2 volte gli ottavi di finale, nel 2015-2016 e nella stagione successiva, uscendo in entrambe le occasioni con il Barcellona.
Nell'estate 2017 lascia i Paesi Bassi per trasferirsi in Inghilterra, all'Everton, in Women's Super League, debuttando con le Toffees il 22 settembre, giocando titolare nella sconfitta casalinga per 2-0 nel derby con il Liverpool. La squadra non si rivela però molto competitiva, chiudendo il primo campionato al 9º posto in classifica e quello successivo al 10º.
Durante il calciomercato estivo 2019 si trasferisce alle neopromosse del Tottenham.
Dopo una sola stagione all'Eintracht Francoforte, col quale ha collezionato solo 5 presenze in campionato, nell'estate 2022 è tornata nei Paesi Bassi, trasferendosi al PSV.

### Nazionale
Dopo aver giocato in Under-15 e Under-17, a 17 anni, nel 2009, passa in Under-19, diventandone in seguito capitano in due Europei di categoria: Macedonia 2010, con le Orange eliminate in semifinale ai rigori dall'Inghilterra a causa dell'errore dal dischetto della stessa Worm, l'unica a sbagliare nella serie di tiri di rigore, e Macedonia 2010, dove l'Olanda esce al girone, con un solo punto. Chiude nel 2011 con 35 presenze, che fanno di lei la più presente di sempre con la massima rappresentativa giovanile olandese.
Esordisce con la nazionale maggiore il 25 novembre 2012, entrando al 62' della vittoria per 2-0 in amichevole a Velsen contro il Galles al posto di Claudia van den Heiligenberg.
Il CT olandese Roger Reijners la inserisce l'anno successivo nella lista delle 23 convocate all'Europeo 2013 in Svezia. Worm gioca soltanto la mezz'ora finale della sconfitta con la Norvegia per 1-0 nella seconda gara del torneo, nel quale le olandesi escono al girone, con un solo punto, conquistato all'esordio con la Germania, fermata sullo 0-0.
Non presa in considerazione per il Mondiale di Canada 2015 e per il vittorioso Europeo casalingo del 2017, il 28 febbraio 2018 realizza la sua prima rete in nazionale, segnando il 3-0 al 31' nel successo per 6-2 sul Giappone in Algarve Cup, competizione poi vinta dalle arancioni e dalla Svezia.

## Palmarès

### Club

#### Competizioni nazionali
- Campionato olandese: 2

Twente: 2010-2011, 2015-2016
- Coppa dei Paesi Bassi: 1

Twente: 2014-2015

#### Competizioni internazionali
- BeNe League: 2

Twente: 2012-2013, 2013-2014

### Nazionale
- Algarve Cup: 1

2018 (a pari merito con la Svezia)